# Molophilus phallodontus
Molophilus phallodontus är en tvåvingeart som beskrevs av Alexander 1968. Molophilus phallodontus ingår i släktet Molophilus och familjen småharkrankar. Inga underarter finns listade i Catalogue of Life.